# Enki
Enki (/ˈɛŋki/; Sumer: dEN.KI(G) dEN.KI(G) 𒂗𒆠) là một vị thần Sumer của nước, kiến thức (gestú), trò tinh quái, thủ công (gašam), và sáng tạo (nudimmud), và một trong những Anunnaki (phán quan). Sau này ông được biết đến với cái tên Ea trong thần thoại Akkad và Babylon. Ban đầu ông là vị thần bảo trợ của thành phố Eridu, nhưng sau đó, tín đồ của ông đã lan rộng khắp Lưỡng Hà, đến cả người Canaan, người Hitti và người Hurri. Ông được gắn với dải chòm sao phía nam gọi là các Tinh tú Ea, và chòm sao AŠ-IKU - Cánh đồng (Chòm sao Phi Mã). Bắt đầu vào khoảng thiên niên kỷ 2 trước Công nguyên, đôi khi trong các văn bản ông được nhắc đến bằng chữ số tượng hình cho số "40", được gọi là "con số thiêng liêng" của ông. Vào thời Sumer, Sao Thủy đã từng được gắn cho Enki, nhưng đến thời Babylon lại được gắn cho Nabu (con trai của Marduk).
Nhiều thần thoại về Enki được thu thập từ các địa điểm khác nhau, trải dài từ Nam Iraq cho đến bờ biển Levantine. Ông được nhắc đến trong các bản khắc chữ hình nêm cổ nhất còn tồn tại trong khu vực và là một hình tượng lớn trong khoảng từ thiên niên kỷ thứ 3 cho đến thời Hy Lạp hóa.

## Thần thoại

### Tạo ra con người
Trong Enûma Eliš tiếng Babylon, Abzu và Tiamat sáng tạo ra vũ trụ. Sau sáu thế hệ thần thánh, ở thế hệ thứ bảy (Tiếng Akkad: "shapattu" hoặc sabath), các vị thần Igigi trẻ, các con trai và con gái của Enlil và Ninlil, muốn chống lại Abzu. Abzu, vị thần của nước ngọt, đe dọa hủy diệt thế giới khiến các vị thần lo sợ. Enki dùng bùa chú khiến Abzu chìm vào giấc ngủ, nhốt ông ta trong các kênh tưới tiêu và đặt ông ta ở địa ngục Kur, bên dưới thành Eridu.
Nhưng vũ trụ vẫn bị đe dọa, khi Tiamat nổi giận và quyết định tự mình thu hồi lại sự sáng tạo. Các vị thần kinh hoàng và tìm đến Enki nhờ giúp đỡ, nhưng Enki đã khai thác Abzu (nước ngọt) để tưới tiêu và từ chối tham gia. Các vị thần đi nơi khác cầu cứu, cuối cùng cha của họ Enlil, vị thần thành Nippur, hứa sẽ giải quyết vấn đề nếu họ tôn ông ta làm vua của các vị thần. Trong truyền thuyết Babylon, vai trò của Enlil được chuyển sang cho Marduk, con trai của Enki, và trong phiên bản Assyria là Asshur. Sau khi xẻ Tiamat ra bằng "mũi tên gió", Enlil lấy xương sườn của bà dựng nên vòm trời và kéo cái đuôi thành Dải Ngân hà, nước mắt của bà chảy ra thành sông Tigris và Euphrates.
Nhưng vẫn còn vấn đề về việc "ai là người giữ cho vũ trụ hoạt động". Enki đang nằm ngủ say và không nghe thấy tiếng khóc của các vị thần. Mẹ ông, nữ thần Nammu, (cũng là tạo vật của Abzu và Tiamat) đã "mang nước mắt của các vị thần" tới trước Enki và hỏi ý kiến ông. Enki sau đó đã khuyên rằng họ nên tạo ra một kẻ phục vụ cho các vị thần, loài người, từ đất sét và máu. Đi ngược với mong muốn của Enki, các vị thần quyết định hiến tế Kingu. Enki đành phải dùng máu của Kingu và đất sét để tạo ra con người đầu tiên, người đầu tiên trong bảy nhà hiền triết, bảy nhà thông thái hay "Abgallu" (ab = nước, gal = tuyệt vời, lu = người), còn được gọi là Adapa, người mà Enki sau này luôn giữ mối quan hệ thân thiết.

### Đại hồng thủy

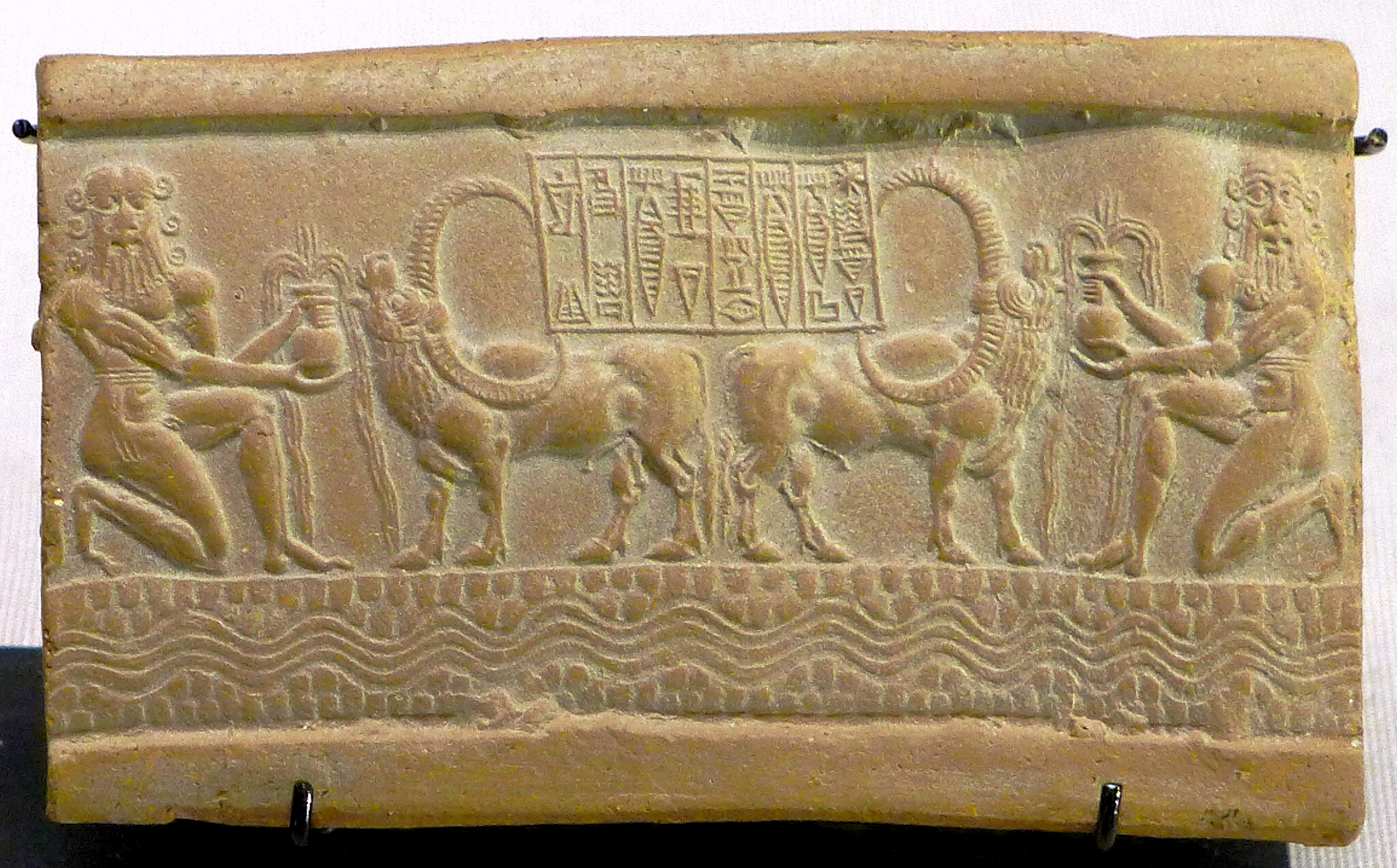
Con dấu hình trụ thời vua Akkad Sharkalisharri (c.2200 TCN), miêu tả Ea với trâu nước sừng dài. Khoảng năm 2217-2193 trước Công nguyên. Bảo tàng Louvre.

Trong phiên bản Sumer của huyền thoại lũ lụt, nguyên nhân của trận lụt và lý do sống sót của người anh hùng vẫn chưa được biết do phần đầu của phiến đất sét mô tả câu chuyện đã bị phá hủy. Tuy nhiên, Samuel Noah Kramer cho rằng có thể suy đoán một cách hợp lý rằng người anh hùng Ziusudra sống sót nhờ sự trợ giúp của Enki bởi vì đó là những gì xảy ra trong các phiên bản sau của Akkad và Babylon.
Trong huyền thoại Atrahasis sau này, Enlil, Vua của các vị thần, bắt đầu cảm thấy phiền toái vì sự ồn ào của loài người nên muốn xóa xổ họ. Ông ta liên tiếp gieo xuống hạn hán, nạn đói và bệnh dịch để tận diệt nhân loại, nhưng Enki cản trở kế hoạch này bằng cách dạy Atrahasis chống lại các hiểm họa. Mỗi một lần thảm họa xảy ra, Atrahasis yêu cầu dân chúng ngừng thờ phụng tất cả các vị thần, ngoại trừ người chịu trách nhiệm cho thiên tai, và điều này dường như khiến họ xấu hổ. Con người lại sinh sôi nảy nở lần thứ tư. Enlil tức tối triệu tập các vị thần lại và bắt họ phải hứa sẽ giữ kín kế hoạch diệt chủng của ông. Enki không nói trực tiếp với Atrahasis mà bí mật thông qua một bức tường sậy. Ông hướng dẫn Atrahasis đóng một chiếc thuyền để giải cứu gia đình và các sinh vật khác khỏi thảm họa sắp tới. Sau cuộc trốn chạy kéo dài bảy ngày, người anh hùng và nhiều sinh vật sống sót, họ hiến tế để xoa dịu các vị thần. Enlil tức giận vì ý định của mình lại một lần nữa bị cản trở và buộc tội Enki. Enki giải thích rằng thật không công bằng khi trừng phạt những kẻ vô tội, và các vị thần đề ra các biện pháp để đảm bảo rằng nhân loại không trở nên quá đông đúc trong tương lai. Đây là một trong những huyền thoại lũ lụt lâu đời nhất còn sót lại ở Trung Đông.

### Enki và Inanna
Truyền thuyết Enki và Inanna  kể về nữ thần Inanna đền É-anna của thành Uruk đến ăn tiệc với cha mình Enki. Hai vị thần thi uống rượu và Enki trong cơn say khướt đã trao cho Inanna tất cả các me. Trong thần thoại Sumer cổ đại, me là một quyền năng hoặc là sở hữu thiêng liêng thuộc về các vị thần, khiến cho nền văn minh của loài người có thể tồn tại được. Mỗi me thể hiện một khía cạnh cụ thể của văn hóa con người. Những khía cạnh này rất đa dạng và các me được liệt kê trong bài thơ bao gồm các khái niệm trừu tượng như Sự thật, Chiến thắng và Cố vấn, các kĩ thuật như viết chữ và dệt vải, và cả các cấu trúc xã hội như luật pháp, tăng lữ, vương quyền và mại dâm. Các me được cho là đại diện cho tất cả các đặc điểm của nền văn minh, cả tích cực và tiêu cực. Sáng hôm sau Enki thức dậy và biết được mình đã phạm sai lầm. ông cử quỷ Galla đi để lấy lại chúng, nhưng Inanna đã dong thuyền trở về Uruk an toàn. Cuối cùng, Enki đành thừa nhận thất bại và chấp nhận một hiệp ước hòa bình với Uruk.
Trong huyền thoại Inanna xuống Địa ngục, Inanna đi thăm chị gái Ereshkigal, Nữ hoàng Địa ngục, người đang đau buồn vì chồng mình Gugalana - Thiên Ngưu (gu 'bò', gal 'lớn', ana 'trời'), vừa bị Gilgamesh và Enkidu giết chết. Inanna bảo người hầu Ninshubur ('Nàng đêm', ám chỉ vai trò của Inanna như là sao hôm) hãy cầu cứu Anu, Enlil hoặc Enki nếu bà không trở về sau ba ngày nữa. Sau khi Inanna không quay lại, Ninshubur đi hỏi Anu, ông bảo rằng nữ thần có đủ sức mạnh và khả năng tự chăm sóc bản thân. Enlil nói với Ninshubur rằng ông đang bận cai quản vũ trụ. Còn Enki lo lắng vội vàng phái quỷ Galla (Galaturra hoặc Kurgarra, những sinh vật vô tính được tạo ra từ bụi đất ở kẽ móng tay của thần) đi cứu nữ thần trở về.
Trong câu chuyện Inanna và Shukaletuda, Shukaletuda, người làm vườn được Enki giao cho chăm sóc cây chà là của ông, thấy Inanna đang ngủ dưới gốc cây và cưỡng hiếp nữ thần trong giấc ngủ. Tỉnh dậy, bà phát hiện ra mình bị xâm phạm và đi tìm kẻ thủ ác để trừng phạt. Shukaletuda cầu xin Enki che chở. Enki, với tư cách là người bảo hộ bất cứ ai tìm đến sự giúp đỡ của ông, khuyên Inanna kiềm chế cơn giận của mình để phán xét một cách sáng suốt hơn. Cuối cùng, sau khi trở nên bình tĩnh, bà trình bày lí do của mình với Enki. Enki phán xử rằng công lý cần phải được thực thi và cho Inanna biết về nơi kẻ thù của bà đang lẩn trốn.

## Dẫn nguồn
1. ↑  Origins of the ancient constellations: I. The Mesopotamian traditions by J.H. Rogers
2. ↑  Jeremy A. Black, Jeremy Black, Anthony Green, Tessa Rickards, Gods, demons, and symbols of ancient Mesopotamia (1992), University of Texas Press, p. 145.
3. ↑  Benjamin R. Foster, Chpt. 4 "Mesopotamia" from A Handbook of Ancient Religions edited by John R. Hinnells (2007), Cambridge University Press, p. 174.
4. ↑  Kramer 1963 pp. 149-151; Kramer 1961 pp. 69-72 Christopher B. Siren (1999) based on John C. Gibson's Canaanite Mythology and S. H. Hooke's Middle Eastern Mythology
5. ↑  “Cylinder Seal of Ibni-Sharrum”. Louvre Museum.
6. ↑  “Site officiel du musée du Louvre”. cartelfr.louvre.fr.
7. ↑  Brown, Brian A.; Feldman, Marian H. (2013). Critical Approaches to Ancient Near Eastern Art (bằng tiếng Anh). Walter de Gruyter. tr. 187. ISBN 9781614510352.
8. ↑  Kramer, Samuel Noah (1961). Sumerian Mythology: A Study of Spiritual and Literary Achievement in the Third Millennium B.C.: . Philadelphia, Pennsylvania: University of Pennsylvania Press. tr. 97–99. ISBN 0-8122-1047-6.
9. ↑  "Inanna: Lady of Love and War, Queen of Heaven and Earth, Morning and Evening Star", consulted ngày 25 tháng 8 năm 2007
10. 1 2  Wolkstein, Diana and Noah Kramer, Samuel "Inanna: Queen of Heaven and Earth"
11. ↑  Enchlin, Kim (2015). Inanna. Toronto, Canada: Penguin. tr. 55.
12. 1 2  Black & Green 1992, tr. 130.
13. ↑  Kramer 1961, tr. 66.
14. ↑  De Shong Meador, Betty, (2006) Inanna: Lady of the Largest Heart: Poems of the Sumerian High Priestess Enheduanna (University of Texas Press)
15. ↑  Lishtar "The Avenging Maiden and the Predator Gardener: a study of Inanna and Shukaletuda"
16. ↑  Bottéro, Jean (1992) Mesopotamia: Writing, Reasoning and the Gods (University of Chicago Press)